# اسپرینگ ایرلاینز

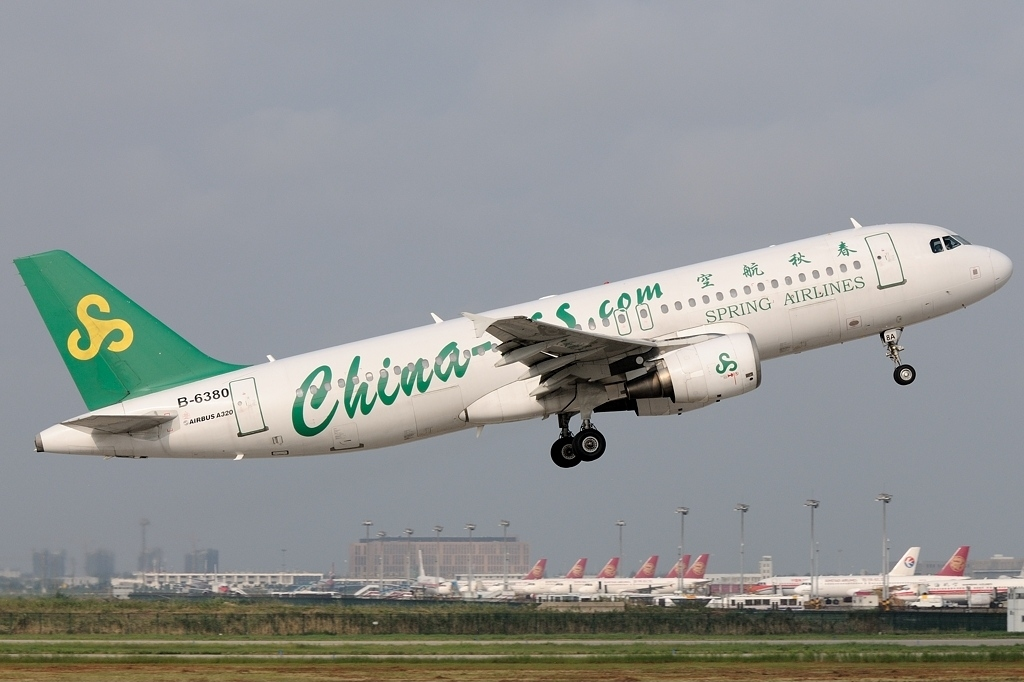
هواپیمای ایرباس ای۳۲۰ متعلق به اسپرینگ ایرلاینز

اسپرینگ ایرلاینز، (به انگلیسی: Spring Airlines) شرکت هواپیمایی ارزان‌قیمت چینی است، که در سال ۲۰۰۴ تأسیس شد و در حال حاضر روزانه به ۳۴ مقصد پروازهای مستقیم دارد. 
دفتر مرکزی شرکت اسپرینگ ایرلاینز در شهر شانگهای، جمهوری خلق چین قرار دارد و فرودگاه بین‌المللی شانگهای پودنگ و فرودگاه بین‌المللی شانگهای هنگقیو، قطب‌های این شرکت هواپیمایی به‌شمار می‌آیند. این شرکت در حال حاضر در ناوگان هوایی خود، دارای ۴۱ فروند هواپیمای جت مسافربری می‌باشد.